# Liga da Justiça
A Liga da Justiça, também conhecida como Liga da Justiça da América (no original, Justice League of America) é uma fictícia equipe de super-heróis originada nas histórias em quadrinhos publicadas pela editora americana DC Comics.
A equipe é um conjunto de super-heróis, geralmente formado por sete personagens, também conhecidos como os "Sete Magníficos". A escalação do time tem sofrido alterações ao longo dos anos, entre seus membros, destacam-se: Superman, Batman, Aquaman, Mulher Maravilha, Lanterna Verde, Flash, Caçador de Marte e Ciborgue.
Há alguns anos, a Warner Bros. criou uma versão em desenho animado do grupo, Liga da Justiça e Liga da Justiça Sem Limites. Foi muito bem recebido pela crítica e por muitos dos fãs, não só da equipe, mas também de leitores e de outras editoras.

## Histórico
A Liga surgiu como uma versão da Terra-1 da Sociedade da Justiça (Terra-2), como o primeiro grupo de super-heróis nas histórias em quadrinhos, que estreou em All Star Comics #3 (1941). Em 1956, com as primeiras aparições do Barry Allen, a nova versão do Flash foi amplamente considerada o por iniciar a chamada Era de Prata dos quadrinhos, durante o qual muitas personagens da editora sofreram um reformulação. Com isso, personagens da Era de Ouro dos quadrinhos passaram a ser conhecido por habitarem a Terra-2, enquanto os da nova era habitavam a Terra-1, sendo resultado de Terras paralelas. Com os super-heróis perderam popularidade com o final da 2ª Guerra Mundial, os títulos foram sendo substituídos por temas mais atraentes aos leitores, como western e romances. Foi só nos anos 60 que a DC resgatou a ideia de uma superequipe e criou a Liga. 

### Era de Prata e de Bronze
Buscando sucesso ao reintroduzir alguns personagens da Era de Ouro (tais como Jay Garrick, Lanterna Verde, Pantera, etc), durante a década de 1950, a DC Comics pediu ao escritor Gardner Fox para reintroduzir a Sociedade da Justiça da América. Influenciado pela popularidade da National Football League e da Major League Baseball (Liga Nacional de Futebol Americano e Liga Principal de Baseball, em tradução livre), Fox decidiu mudar o nome do grupo para Liga da Justiça da América. A equipe estreou em The Brave and the Bold#28, de 1960, e logo tornou-se um dos títulos mais vendidos da editora. Assim como na SJA, o conceito da LJA era basicamente o mesmo: reunir os personagens mais populares da época em uma mesma série

#### Membros fundadores
No início, o grupo era composto por Aquaman, Caçador de Marte, Flash (Barry Allen), Lanterna Verde (Hal Jordan) e Mulher-Maravilha (Diana Prince). Os super-heróis mais conhecidos e membros honorários da SJA; Superman (Kal-El/Clark Kent) e Batman (Bruce Wayne) tiveram participações especiais por decisão editorial. Formando os sete clássicos membros fundadores.
Na trama, os super-heróis são convocados por Aquaman, para se juntar na sede (operavam em uma caverna, de localização secreta) na pequena cidade de Happy Harbor. Juntos dividem as tarefas e enfrentaram a grande ameaça do alienígena Starro, o Conquistador Estelar. Os personagens comparecem, menos Batman que diz não poder sair de Gotham City antes de acabar com os criminosos; e Superman que está no espaço tirando asteroides de uma possível colisão com a Terra.
Nas edições seguintes, como tinham suas próprias revistas, as participações do Superman e Batman eram pequenas. Superman passou a ser membro fixo devido ao sucesso de Superamigos (1973), desenho animado onde o Homem de Aço era um dos protagonistas. Batman ganhou destaque nas histórias da equipe na minissérie Lendas (1986), que deu origem a nova formação com o Homem-Morcego na liderança.

#### Fase Satélite
Devido a necessidade de um novo e seguro quartel-general, em Justice League of America #78, de 1970, o grupo mudou-se para um satélite, que orbitava a Terra. Durante esse período, a formação do grupo limitou-se a sete membros, a saber: Arqueiro Verde, Eléktron, Gavião Negro, Canário Negro, Vingador Fantasma, Homem Elástico e Tornado Vermelho. Mais tarde esse limite foi estendido, permitindo assim que Mulher-Gavião, Zatanna e Nuclear entrassem para a equipe.

#### Fase Detroit
Em 1984, em uma tentativa de emular o maior sucesso da DC na época, os editores da empresa decidiram por renovar a formação da equipe, substituindo os antigos membros por integrantes mais jovens. A nova base, na cidade de Detroit, no estado de Michigan, foi mal vista pelos fãs, que reclamavam da escolha dos membros da equipe, que continha personagens do segundo escalão, como Vixen, Cigana, Comandante Gládio e Vibro. Criada por Gerry Conway e Chuck Patton, a equipe foi, inicialmente, liderada por Aquaman e, além dos citados, contava com o Caçador de Marte, Zatanna e Homem Elástico, mas a maior parte das histórias eram focadas nos membros novatos. Pouco tempo depois da formação da equipe, os veteranos Aquaman e Homem Elástico deixaram a equipe. Mesmo com o retorno de Batman à equipe, na edição #250, não foi possível evitar o declínio da série. A última edição, de número 261, escrita por J. M. DeMatteis e desenhada por Luke McDonnell culminou com o assassinato de Vibro e Gládio, pelas mãos do Professor Ivo, na minissérie Lendas.

#### Liga da Justiça Internacional
A minissérie Lendas, primeiro grande evento do recém recriado Universo DC (ver Crise nas Infinitas Terras), estrelou a formação de uma equipe destinada a combater o crime, chamada Liga da Justiça. A série, escrita por Keith Giffen e J.M. DeMatteis, com a arte de Kevin Maguire (e mais tarde Adam Hughes), tinha por característica o acentuado tom de humor presente em todas as histórias, mesmo as mais sérias. A equipe era constituída por personagens que, originalmente, eram de Terras diferentes, na estruturação do Universo DC na sua fase Pré-Crise. A primeira formação incluia Batman, Canário Negro, o Lanterna Verde (Guy Gardner), Besouro Azul, Capitão Marvel, Doutora Luz, Senhor Destino, Capitão Átomo, Fogo, Gelo e dois Sovietes Supremos. A nova abordagem humorística do grupo, mesmo não agradando a todos, provou-se muito popular, mas infelizmente as equipes criativas que se seguiram a dupla Giffen/Matteis não foram capazes de capturar o balanço entre humor e heroismo, resultando em uma baixa na popularidade da série. Esses escritores deram um tom mais sério às histórias, porém, em meados dos anos 1990, devido a queda do sucesso comercial da revista, ela própria, assim como as suas séries relacionadas (Liga da Justiça Europa, Liga da Justiça Força-Tarefa, etc), foram canceladas.

#### LJA
As baixas vendas das várias séries (que fizeram a popularidade do grupo concorrente, Os Vingadores da Marvel comics) relacionadas à Liga da Justiça fizeram com que a DC optasse por renovar a Liga utilizando uma só série para contar as histórias do grupo. Uma nova Liga da Justiça foi formada em 1996, em uma minissérie escrita por Mark Waid e Fabian Nicieza, que deu origem à nova série do grupo, em 1997, chamada LJA (JLA, em inglês), escrita por Grant Morrison e desenhada por Howard Potter, sendo arte-finalizada John Dell.
A série seria uma tentativa de uma "volta as origens", utilizando os sete membros originais, ou seus sucessores (como Wally West, o Flash e Kyle Rayner, como Lanterna Verde) como o núcleo do time, que contava também com estreantes como Oráculo, Aço e Homem-Borracha. Além disso, a equipe contava com uma nova base, a chamada Torre de Vigilância, um complexo de alta tecnlogia localizado na Lua. Morrison introduziu a ideia de que a Liga teria suas personalidades e habilidades próprias.
Uma vez que a nova equipe incluia muitos dos mais poderosos heróis da DC, o foco das histórias mudou. A nova Liga passou a lidar exclusivamente com as maiores ameaças à Terra, as quais só poderiam ser enfrentadas por tal nível de combinação de poderes e habilidades. Entre essas ameaças, inclui-se um exército de invasores alinígenas, uma horda de anjos renegados, uma coalizão de vilões e diversas outras ameaças cósmicas. Além disso, devido ao fato de que quase todos os membros da equipe possuiam suas próprias séries mensais, as histórias da LJA quase sempre eram auto-contidas, com todos os seus capítulos inseridos na própria série do grupo. Apesar disso, acontecimentos importantes das séries mensais dos membros, tal como a mudança de uniforme de Superman, refletiam na série da equipe.
A nova tentativa funcionou e LJA logo tornou-se um dos títulos mais vendidos da editora, posição essa que a série desfrutou por vários anos. Apesar disso, dessa vez, a editora optou por não criar séries relacionadas, como no passado, utilizando, agora, minisséries e edições especiais, caso desejasse lançar alguma história do grupo fora da série da equipe. A única série relacionada que foi criada, nessa encarnação da série, foi a Liga da Justiça Elite, que é uma seqüência de LJA#100. No entanto, JLE foi uma minissérie de doze edições.
Em 2006 (originalmente em 2005, nos EUA), um arco de histórias, contadas por Geoff Johns e Alan Heinberg, chamado de Crise de Consciência (JLA#115-#119) apresenta o fim da Liga, como resultado da quebra do segredo sobre a manipulação das memórias de vários vilões e do Batman (ver Crise de Identidade). No fim do arco, Superboy Primordial ataca o Caçador de Marte e destrói a Torre de Vigilância, encerrando o título, na edição 126. A revista seria relançada sendo escrita por Brad Meltzer e depois por James Robinson.
Em 2015, o Cartoon Network confirmou ao WFO que vai produzir uma nova animação da Liga da Justiça. Porém, o lançamento só deve acontecer apenas no final de 2016.

#### Os Novos 52
Em Setembro de 2011, após a conclusão da minissérie Ponto de Ignição, todos os títulos da DC foram cancelados, relançados como Os Novos 52, começando com a edição #1, reiniciando a continuidade da DC. Liga da Justiça da América (Justice League of America) foi relançado como Liga da Justiça (Justice League), escrito por Geoff Johns e desenhado por Jim Lee, e foi o primeiro dos novos títulos lançados, saindo no mesmo dia da edição final de Ponto de Ignição (Flashpoint). O enredo das 6 primeiras edições é ambientado cinco anos no passado e mostra uma nova origem para a equipe. A série volta ao presente na edição #7. Após as 12 primeiras edições, Jim Lee foi sucedido pelo artista Ivan Reis. Subsequentemente, Jason Fabok sucedeu Reis como o desenhista regular da série.
O plantel inicial da equipe consistia de Superman, Batman, Mulher-Maravilha, Lanterna Verde (Hal Jordan; que deixou a equipe), Aquaman, o Flash (Barry Allen), e Cyborg, enquanto a Eléktron (Rhonda Pineda), Nuclear (Ronnie Raymond), e Mulher Elementar se juntam como membros adicionais.
Além desta série, dois outros títulos relacionados a Liga da Justiça foram lançados no mesmo mês: a nova Justice League International ("Liga da Justiça Internacional"); escrita por Dan Jurgens e desenhada por Aaron Lopresti; apresentando uma equipe inicial com Batman, Gladiador Dourado, Soviete Supremo (Gavril Ivanovich), Vixen, Lanterna Verde (Guy Gardner), Fogo, Gelo, Augusto General de Ferro, e Godiva e a Justice League Dark; escrita por Peter Milligan e desenhada por Mikel Janin; apresentando uma equipe inicial com John Constantine, Shade, o Homem Mutável , Madame Xanadu, Desafiador, Zatanna, ao novo personagem chamado Distorção Mental. Em Maio de 2012, a DC anunciou o cancelamento de Justice League International com a edição 12 e o anual.
O cancelamento de Justice League International levou ao lançamento do novo título Justice League of America (volume 3). A nova Liga da Justiça da América era totalmente separada da Liga da Justiça principal, a nova equipe foi formada por Amanda Waller e consistia de Steve Trevor, Caçador de Marte, Arqueiro Verde, Gavião Negro, Mulher-Gato, o novo Lanterna Verde Simon Baz, Stargirl, Katana e Vibro. Katana e Vibro depois receberam  seus próprios títulos regulares, embora ambos tenham sido cancelados depois de 10 edições. A nova Eléktron, Rhonda Pineda, também era membro da Liga da Justiça da América. Ela trabalhava como espiã para obter informações sobre a Liga da Justiça, reportando a Amanda Waller e Steve Trevor. Mais tarde, revelou-se que, ela realmente trabalhava para o Sindicato do Crime da Terra 3, e estava espeionando as duas equipes. Cada membro da Liga da Justiça da América pretendia ser uma contraparte para os membros da Liga da Justiça, caso a Liga da Justiça ficasse fora de controle. Mulher-Gato e o Arqueiro Verde seriam contrapartes para o Batman.
A Liga da Justiça, a Liga da Justiça da América e Liga da Justiça Sombria durante o enredo de "Trinity War", e Shazam (cuja origem foi contada em uma história adicional em Justice League) se unem à Liga da Justiça. Eléktron é revelado sendo de um universo paralelo; ela é, de fato, uma espião infiltrada nas duas equipes para o maligno Sindicato do Crime da Terra-3. O Sindicato derrota as duas Ligas reunidas, desencadeando o crossover Forever Evil. No final de Forever Evil, seguindo seu papel crucial na derrota do Sindicato do Crime, Lex Luthor e Capitão Frio unem-se à Liga da Justiça. Uma jovem chamada Jessica Cruz junta-se a equipe após ganhar controle das habilidades de Lanterna Verde do Anel Energético do Sindicato do Crime.
Em Agosto de 2013, foi anunciado que seria renomeado como Justice League Canada após Forever Evil, com a equipe realocada para o Canadá, embora no final ela seja lançada como uma nova série, Justice League United em Janeiro de 2014. Os membros da equipe são Homem-Animal, Caçador de Marte, Arqueiro Verde, Gavião Negro, Stargirl, Supergirl, Adam Strange e sua esposa Alanna, junto com o novo super-herói Canadense Equinox, um adolescente Cree de 16 anos de Moose Factory cujo nome civil é Miiyahbin e cujos poderes circundam com as estações. A série é escrita por Lemire e desenhada por Mike McKone.
Em Junho de 2015, a DC lançou um quarto volume, Justice League of America, escrito e ilustrado por Bryan Hitch. Apresentando os mesmos membros de Justice League.

#### Renascimento DC
Em Fevereiro de 2016, a DC anunciou o evento "Renascimento" similar ao Novos 52. Em Março, eles anunciaram uma nova linha de quadrinhos, entre eles uma série da Liga da Justiça ("Justice League") escrita por Bryan Hitch e desenhada por Tony Daniel e Fernando Pasarin, que estreou em junho de 2016. A equipe era formada pelo Superman (versão pre-Flashpoint), Batman, Mulher-Maravilha, Flash (Barry Allen), Aquaman, Cyborg, e dois novos Lanternas Verdes, Jessica Cruz e Simon Baz.
A partir de Fevereiro de 2017 como parte da segunda onda do Renascimento da DC, uma nova série da Liga da Justiça da América (Justice League of America) foi lançada. A equipe é composta por Eléktron, Vixen, o Ray e Nevasca. Um mês antes, cada um desses membros receberam uma edição especial. Em Outubro, foi revelado que Batman, Canário Negro e o Lobo se juntariam a equipe. Batman terá um dupla participação em ambas as equipes da Liga da Justiça.
Durante os eventos de Liga da Justiça vs. Esquadrão Suicida ("Justice League vs. Suicide Squad"), Maxwell Lord usa o Coração das Trevas ("Heart of Darkness") para infectar Superman, Mulher-Maravilha, Aquaman, o Flash, Cyborg, e os dois Lanternas Verdes.Para deter Lord e os membros da Liga infectados, Batman recruta e ingressa temporariamente membros do Esquadrão Suicida: Pistoleiro, Arlequina, Crocodilo, Capitão Bumerangue, Nevasca e Lobo (um membro do primeiro Esquadrão Suicida da Waller) na Liga da Justiça.

## Integrantes
Lista de membros da Liga da Justiça:
Liga da Justiça Fase da Caverna & Satélite - Pré-Crise ou Era de Prata:
- Superman - Membro Fundador
- Batman - Membro Fundador
- Aquaman - Membro Fundador
- Mulher Maravilha - Membro Fundadora
- Lanterna Verde(Hal Jordan) - Membro Fundador
- J'onn J'onnz / Caçador de Marte - Membro Fundador
- Flash (Barry Allen) - Membro Fundador
- Eléktron / Átomo - Ray Palmer
- Arqueiro Verde
- Canário Negro
- Gavião Negro - Katar Hol
- Mulher Gavião - Shayera Hol
- Zatanna
- Tornado Vermelho
- Homem-elástico
- Nuclear - Ronnie Raymond e Martin Stein
- Vingador Fantasma (Membro Honorário)
- Snapper Carr (membro honorário - Mascote)

Liga da Justiça Fase Detroit (Pré-Crise e Pós-Crise)
- Aquaman
- Zatanna
- Homem-elástico
- J'onn J'onnz
- Gládio
- Vibro
- Víxen
- Cigana
- Batman (entrou depois da saída de Aquaman)
- Dale Gunn (arquiteto e especialista em segurança, era o suporte técnico da Liga nesta fase)

Liga da Justiça Internacional
Após a série Lendas e o fim da Liga da Justiça Detroit, foi reformulada apenas como Liga da Justiça.
A partir da edição 07 (novembro de 1987) se tornava Liga da Justiça Internacional.
Após a saga Invasão se dividiu em Liga da Justiça América e Liga da Justiça Europa
Liga da Justiça
- Batman
- J'onn J'onnz / Caçador de Marte
- Canário Negro
- Lanterna Verde - Guy Gardner
- Senhor Milagre
- Besouro Azul
- Senhor Destino - Kent Nelson
- Doutora Luz
- Oberon (assistente do Senhor Milagre, não atuava nas missões da Liga mas atuava como suporte da equipe)
- Gladiador Dourado
- Shazam / Capitão Marvel

Liga da Justiça Internacional, incluiu:
- Max Lord (Administrador da Liga)
- Capitão Átomo
- Soviete Supremo 7 (revelou-se um Caçador Cósmico infiltrado - ver a série Milênio)
- Soviete Supremo 4 - Dimitri Pushkin
- Fogo (antes chamada de Flama Verde)
- Gelo (antes chamada de Dama de Gelo II - a primeira Dama de Gelo era a norueguesa Sigrid Nansen)
- Gavião Negro (nesta versão pós-crise revelou-se depois que se tratava de um soldado thanagariano infiltrado cujo nome verdadeiro era Fel Andar)
- Mulher Gavião (nesta versão pós-crise era Sharon Parker, que teria sido enganada e assassinada por Fel Andar)
- Lobo - acabou entrando na Liga enquanto a equipe estava dividida (metade da equipe estava no espaço resgatando o Senhor Milagre e a outra metade na terra), na verdade Lobo tinha um contrato para eliminar a equipe.

Liga da Justiça América, incluiu:
- Senhora Destino - Linda Strauss
- Caçadora
- Órion - dos Novos Deuses
- Magtron / Lightray - dos Novos Deuses
- Grande Barda (Membro honorária - esposa do Senhor Milagre)
- Lanterna Verde Kilowog (Membro honorário em um momento que havia deixado de usar um anel energético - atuava como um faz-tudo tecnológico para a Liga)
- General Glória (uma versão do Capitão América da Marvel)
- L-Ron (robô alienígena que atuava como assistente da Liga. Posteriormente tomaria o controle do corpo de Despero, alienígena inimigo da Liga)
- Demônio da Tasmânia

Liga da Justiça Europa - Após a série Invasão
- Mulher-Maravilha (curiosamente após a Crise nas Infinitas Terras essa seria a primeira participação dela na Liga da Justiça no entanto ela sai da equipe ainda nas primeiras aventuras)
- Capitão Átomo
- Metamorfo
- Homem-elástico
- Flash - Wally West
- Poderosa
- Homem-Animal
- Soviete Supremo 4 - Dimitri Pushkin
- Raposa Escarlate (Vivian e Constance D'Aramis, irmãs gêmeas, dividiam a identidade da Raposa Escarlate)
- Feiticeira de Prata (uma versão da Feiticeira Escarlate da Marvel)
- Gaio (uma versão do Homem-Formiga da Marvel)
- Sue Dibny - esposa do Homem Elástico - atuava como suporte
- Catherine Colbert (chefe da embaixada da Liga na França)

Chefes e funcionários de embaixadas da Liga da Justiça Internacional - Cath Colbert participou de quase todas as aventuras da Liga da Justiça Europa no entanto outros funcionários, de outras embaixadas foram mencionados em algumas ocasiões:
- Embaixada na Inglaterra - Michael e Lisa Morice. Michael era o super-herói Guarda da Torre. Esteban Sanchez
- Embaixada no Japão - Inada Akutsu, Cyndy Kurahara e Rodan Katatami
- Embaixada na França - Além de Cath Colbert havia mais um funcionário: Anatole Blazac
- Embaixada no Brasil - Ernesto Lopez e Inês Luísa
- Embaixada na URSS - Boris Dmitravich Razumihin, Rosa e Dana Rubikskova (irmãs gêmeas)
- Embaixada na Austrália - Demônio da Tasmânia (super-herói que fazia parte dos Guardiões Globais) e Joshua Barbazon

Liga da Justiça Antártica
Surgiu em apenas uma história. Reuniu os membros da Liga da Injustiça e o Lanterna Verde Gnort. Típica história da época com teor mais cômico. Os membros da Liga da Injustiça apareceriam mais uma vez em uma história de 2001 como membros de um novo Esquadrão Suicida. Nesta história somente o Major Desastre sobreviveria a missão.
- Lanterna Verde Gnort
- Major Desastre
- Multi-homem
- Graúdo
- Rei Relógio
- Mestre das Pistas
- Grande Bruce

Liga da Justiça América - Após a fase mais cômica da Liga da Justiça Internacional de Keith Giffen e J. M. DeMatteis
- Superman
- Lanterna Verde Guy Gardner (nessa fase atuou como Lanterna Verde sendo expulso da Tropa dos Lanternas Verdes retornando como "Gardner" onde usava o anel amarelo de Sinestro)
- Besouro Azul
- Gladiador Dourado
- Fogo
- Gelo
- Máxima
- Bloodwind
- Eléktron / Átomo - Ray Palmer - atuou como suporte

Após a morte do Superman a equipe teve a entrada e a saída de vários heróis.
- Mulher-Maravilha
- Ray
- Condor Negro
- Agente Liberdade
- Flash - Jay Garrick (Joel Ciclone) - não foi considerado como membro oficial mas lutou ao lado da equipe e foi seu conselheiro
- Capitão Átomo

Após a saga Zero Hora a equipe foi mais uma vez reformulada. Essa Liga foi substituída pela formação de Grant Morrison
- Mulher Maravilha - nessa fase atuou também como "Diana" enquanto a amazona Ártemis era a nova Mulher Maravilha
- Flash - Wally West
- Metamorfo
- Fogo
- Nuklon - antigo membro da Corporação Infinito
- Manto Negro - antigo membro da Corporação Infinito
- Raposa Escarlate
- Dama de Gelo I - Sigrid Nansen
- Demônio Azul
- Yazz - alienígena azul que atuava como suporte da base espacial da Liga
- Equinox - o filho da Poderosa - não se tornou membro oficial

Liga da Justiça Europa - Após a fase mais cômica da Liga da Justiça Internacional de Keith Giffen e J. M. DeMatteis.
Em junho de 1993 na edição 51 (americana) se torna Liga da Justiça Internacional
Após Armageddon 2001 o Capitão Átomo foi considerado morto, enquanto, na verdade havia sido enviado para o passado. A Liga Europa ficava sem seu líder.
- Lanterna Verde - Hal Jordan
- Aquaman
- Homem-elástico
- Raposa Escalate
- Doutora Luz
- Poderosa
- Flash - Wally West
- Demônio da Tasmânia
- Metamorfo
- Maya
- Leão Negro
- Erewhon - atuava como suporte
- Osíris - vilão que havia se regenerado, não foi membro oficial
- Sêneca - vilão que havia se regenerado, não foi membro oficial
- Catherine Colbert - atuava como suporte
- Sue Dibny - esposa do Homem Elástico - atuava como suporte

Força-tarefa Liga da Justiça
Vários personagens participaram desta série. Normalmente havia uma convocação de heróis para cada missão.
1ª equipe:
- J'onn J'onnz / Caçador de Marte
- Cigana
- Aquaman
- Flash - Wally West
- Asa Noturna

2ª equipe
- J'onn J'onnz / Caçador de Marte
- Cigana
- Arqueiro Verde
- Tigre de Bronze
- Bruce Wayne - durante a fase "a queda do morcego"

3º equipe
- J'onn J'onnz / Caçador de Marte
- Cigana
- Mulher Maravilha
- Máxima
- Víxen
- Delfim

4º equipe
- J'onn J'onnz / Caçador de Marte
- Cigana
- Joe Public - herói que surgiu durante a saga Bloodlines
- Canhão - herói que surgiu durante a saga Bloodlines
- Geist - herói que surgiu durante a saga Bloodlines

5º equipe
- J'onn J'onnz / Caçador de Marte
- Cigana
- Canário Negro
- Homem elástico
- Peter Cannon - Thunderbolt
- Homem Hora

6º equipe - Após Zero Hora se torna equipe fixa
- J'onn J'onnz / Caçador de Marte
- Cigana
- Triunfo
- Ray
- Despero / L-Ron
- Mystek
- Gammeron

Justiça Extrema
- Capitão Átomo
- Gladiador Dourado
- Besouro Azul
- Máxima
- Admirável
- Nuclear - Ronnie Raymond
- Zan - Super gêmeos
- Jayna - Super gêmeos

Liga da Justiça Fase LJA/JLA (a fase de Grant Morrison, depois foi substituído por Joe Kelly)
- Batman
- Mulher Maravilha
- Flash (Wally West)
- J'onn J'onnz / Caçador de Marte
- Aquaman
- Lanterna Verde - Kyle Rayner
- Caçadora
- Aço
- Oráculo
- Aztek
- Homem-Borracha
- Zauriel
- Grande Barda
- Órion
- Major Desastre
- Devota
- Arqueiro Verde - Connor Hawke
- Corvo Manitu
- Nuclear - Ronnie Raymond

Liga da Justiça Fase Brad Meltzer - Após a saga Crise Infinita a revista americana foi zerada e ficou rotulada como Volume 2.
- Superman
- Batman
- Mulher Maravilha
- Lanterna Verde - Hal Jordan
- Lanterna Verde - Jonh Stewart
- Canário Negro
- Arqueiro Vermelho - Roy Harper
- Tornado Vermelho
- Geoforça
- Raio Negro
- Flash - Wally West
- Mulher Gavião - Kendra Saunders
- Víxen
- Nuclear - Jason Rusch

Liga da Justiça Fase James Robinson
- Batman - Dick Grayson
- Supergirl
- Mon-El
- Guardião
- Jade
- Jesse Quick
- Starman III - Mikaal Tomas
- Congorilla / Congo Bill
- Donna Troy
- Estelar
- Doutora Luz

Fase Novos 52
Liga da Justiça
- Superman
- Mulher Maravilha
- Batman
- Lanterna Verde (Hal Jordan)
- Flash (Barry Allen)
- Aquaman
- Cyborg
- Shazam
- Lex Luthor
- Capitão Frio

Liga da Justiça Internacional
- Gladiador Dourado
- Batman
- Lanterna Verde (Guy Gardner)
- Gelo
- Fogo
- Godiva
- Batwing
- Soviete Supremo (Gavril Ivanovich)
- Augusto General de Ferro

Liga da Justiça América / Canadá / Unida
- Steve Trevor
- Gavião Negro
- Mulher Gato
- Arqueiro Verde
- J'onn J'onnz / Caçador de Marte
- Vibro
- Stargirl
- Lanterna Verde (Simon Baz)
- Katana

Liga da Justiça Dark
- Jonh Constantine
- Zatana
- Desafiador
- Orquídea Negra
- Shade
- Monstro do Pântano

Renascimento
Liga da Justiça
- Superman
- Batman
- Mulher Maravilha
- Ciborgue
- Aquaman
- Flash (Barry Allen)
- Lanterna Verde (Simon Baz)
- Lanterna Verde (Jessica Cruz)

Liga da Justiça da China
- Super-Man (Kenan Kong)
- Mulher-Maravilha (Peng Deilan)
- Bat-Man (Wang Baixi)
- Flash (Avery Ho)
- Aquaman (Ahn Kwang-jo)

## Vilões
São praticamente incontáveis os vilões enfrentados pela Liga. Entretanto, entre os mais importantes, pode-se destacar:
- Mulher-Leopardo
- Adão Negro
- Amos Fortuna
- Sinestro
- Bizarro
- Coringa
- Lex Luthor
- Brainiac
- Hades
- Ares
- Chave
- Circe
- Abelha-Rainha
- Darkseid
- Despero
- Doutor Destino
- Doutor Luz
- Eclipso
- Doutor Silvana
- Gangue da Injustiça
- Gangue Royal Flush
- Gorila Grodd
- Homem Florônico
- Hyperclan
- Krona
- Legião do Mal (versão Super Amigos e Justice League)
- Liga da Injustiça
- Mago
- Mordru
- Morgana Le Fay
- Neron
- Penumbra
- Professor Ivo
- Prometheus
- Safira Estrela
- Shaggy Man
- Sindicato do Crime Amérika
- Sociedade Secreta dos Super-vilões
- Sociedade Secreta do terrorismo
- Solomon Grundy
- Starro
- Steppenwolf
- Tala
- Ultra-Humanoide
- Vandal Savage
- Wotan
- Zod
- July Tao
- Ra's Al Ghul

## Estatutos

### Propósito
O propósito da Liga da Justiça da América (LJA), junto com outras Ligas, como a Liga da Justiça da Europa, é manusear ameaças a segurança da Terra - ambas terrestres e extraterrestres - que estejam além do poder das forças de segurança e policiamento convencionais. Se requerido, a Liga deve tomar missões de auxílio a outros planetas. Entretanto, a maior responsabilidade da Liga é a paz e bem-estar da Terra. A Liga deve participar também de serviço público e funções de caridade quando não envolvidos em deveres de prioridade maior.

### Financiamento
A Liga da Justiça da América é uma organização não lucrativa incorporada aos Estados Unidos da América. O dinheiro para as operações e manutenção da Liga é custeado pela ONU e Fundação Wayne, que não possuem o direito de saber o uso do capital dentro da estrutura organizacional da Liga, mas retém o direito de limitar ou suspender seu financiamento por qualquer motivo (exceção: Durante o período em que foi Liga da Justiça Internacional, a organização era financiada por Maxwell Lord e a ONU, e Max sabia o uso do capital). A LJA irá usar estes fundos para a manutenção de seus quartéis-generais e equipamento, e certos benefícios especiais para membros (os quais especificamente excluem compensação por serviços prestados).

### Limite de membros ativos
A LJA não deve ter mais que doze membros ativos duma vez, a menos que um indivíduo seja garantido com status temporário especial. O limite de membros está de acordo com aceitação da Organização das Nações Unidas (ONU).

### Condição de membro ativo
Qualquer candidato a membro da LJA deve ser um adulto de idade legal, distinto por ao menos um ano de serviço público ativo, voluntário a participar em todas as missões da Liga, e ser disponível para ser convocado 24 horas por dia. Condição de membro na Liga é garantida independente de raça, cor, credo, sexo ou cidadania.

### Candidatura a membro e eleições
Um candidato a membro deve ser indicado por um membro ativo de boa posição em uma reunião regular ou emergencial do grupo. Um candidato será eleito com ao menos dois terços dos votos de total de membros ativos.

### Condição de membro fundador
Condição de membro fundador é um status especial dado aos 7 membros sênior da Liga. A LJA não pode exceder mais que 7 membros fundadores duma vez. Membros fundadores servem como autoridade final em todos os assuntos de policiamento, podem valer como voto adicional, como grupo no evento de um desempate, servem como tribunal para todos os assuntos disciplinares, e tem autoridade para dissolver a LJA. Membros fundadores também agem como elo de ligação entre a LJA e as Nações Unidas. Membros fundadores devem permanecer como parte do grupo a fim de manter seu status.
Somente um membro fundador ativo pode indicar um candidato a status de membro fundador. O candidato só será eleito com a maioridade de votos do inteiro grupo (membros fundadores, ativos e reservas, passados e presentes). A condição de membro fundador é vitalícia, ou até que o membro opte por declinar da responsabilidade e nomear um substituto. Se um membro fundador é suspenso ou expulso, uma substituição será votada pelo grupo na próxima reunião regular.
Atualmente, o status de membro fundador está a cargo de Bruce Wayne (Batman), Hal Jordan (Lanterna Verde), Clark Kent (Superman), Arthur Curry (Aquaman), Barry Allen (Flash), J'onn Jonzz (Caçador de Marte) e Diana Prince (Mulher Maravilha).

### Condição de membro reserva
Reservistas são membros que são permitidos a ter status de membro ativo, mas não tem total disponibilidade para ser convocado 24 horas por dia ou estar presente nas reuniões da LJA.
Reservistas podem ser evocados pelo líder em eventos em que a Liga não está operando em poderio apropriado para completar a missão atual. Os requerimentos para status oficial de membro reserva são: deve ter auxiliado a Liga em ao menos uma missão, deve ser um adulto de idade legal, distinto por ao menos um ano de serviço público, e ser voluntário a participar d as missões emergenciais da Liga.
Reservistas não têm de exercer deveres regulares ou um número de missões que devem efetuar. Reservistas podem ganhar comunicadores da Liga, e podem assistir reuniões de emergência.
Eles têm acesso limitado aos quartéis-generais da Liga. Eles devem requerer permissão ao líder ativo do grupo para usar equipamento da LJA.
Reservistas podem também exercer serviço público e funções de caridade, e eles têm a opção de não comparecer a reuniões regulares da Liga.Como membros ativos, não são requeridos a revelar suas identidades civis para o resto da Liga. Um reservista que entre nos requerimentos para membro ativo pode fazer petição para tal. A petição dum reservista tem prioridade quando uma vaga ocorre entre os membros ativos. Reservistas podem declinar de seu status como tal a qualquer hora. O status de um reservista é automaticamente desativado se ele for indisponível por 3 chamadas consecutivas para missões.

### Condição de membro honorário
Membros honorários são indivíduos que auxiliam numa missão da LJA mas declinam ou são incapazes de assumir condição de membro reserva ou ativo. Eles não podem entrar nos quartéis-generais da Liga sem estarem acompanhados por um membro ativo.
Não podem assistir reuniões de emergência, mas eles podem contactar um membro ativo, que determina se o assunto requer a atenção da inteira LJA. Membros honorários não têm de exercer deveres regulares. Eles podem fazer serviços sociais e podem assistir reuniões de negócios. Um voto de dois terços do grupo é necessário para revogar um status de membro honorário.

### Condição de chairman (líder)
O dever do líder é coordenar todas as atividades da liga. Cada membro ativo pode ser nomeado para esta posição, que é eleita com dois terços de maioridade de votos. O cargo é aplicável durante menos de um ano, e um mesmo líder pode ser reeleito consecutivamente ilimitado número de vezes. Ao evento que o líder esteja ausente ou incapaz de exercer o cargo, a liderança será assumida pelo membro mais antigo do grupo até que um novo líder seja oficialmente eleito.

### Privilégios de membros
Qualquer membro eleito terá status de membro na LJA em termos vitalícios, tendo livre acesso aos quartéis-generais da Liga, e se for membro ativo terá seu próprio quarto e escritório no QG da LJA. Cada membro da LJA terá voto e privilégios iguais (exceção: Membros-fundadores podem valer como voto adicional como grupo no evento de um desempate). Por acordo com a ONU, cada membro da Liga pode viajar para outros países sem necessidade de passaporte. Não é requerido a nenhum membro jurar aliança a qualquer organização externa.

### Requerimentos de membros ativos
Nenhum membro da LJA pode aceitar pagamento por serviços quando em sua identidade uniformizada [exceção: Durante o período em que foi financiada por Maxwell Lord (Liga da Justiça Internacional), membros da Liga recebiam um salário.]. Cada membro irá manter um registro de missões individuais ou grupo para os arquivos da Liga. Cada membro deve fazer um relatório explanando motivos de ausência nas missões ou reuniões da Liga. Sempre que possível, um membro deve avisar antecipadamente sobre uma ausência, então o líder pode avaliar o poder do grupo e contatar ativos e/ou reservas se necessário. Membros ativos devem portar seus comunicadores da Liga, estando prontos para serem convocados 24 horas por dia. Membros não são requeridos a revelar suas identidades civis para o resto da Liga, mas podem faze-lo caso queiram, entendido implicitamente que isto será mantido sob o mais alto sigilo. Membros são proibidos de revelar quaisquer segredos do grupo a não-membros, incluindo cônjuges. Qualquer membro ativo não-fundador deverá fazer seu turno no monitor. Como grupo ou indivíduos, qualquer membro, passado ou presente, é proibido de usar seus poderes e habilidades para adquirir poder político, violar os direitos civis de qualquer indivíduo, interferir em assuntos internacionais de nações, ou tomar parte em conflitos internacionais. A LJA não pode interferir na rotina de ações policiais ou qualquer assunto sob jurisprudência federal ou local, salva quando especificamente requerido. Do mesmo modo, não podem interferir em assuntos interplanetários que não tenham a ver com a segurança da Terra sem apropriada autorização da parte envolvida ou duma reconhecida organização de policiamento interestelar (como a Tropa dos Lanternas Verdes).

### Reuniões
Encontros regulares de negócios serão efetuadas no QG da LJA 12 vezes por ano, no último sábado de cada mês, a fim de discutir assuntos organizacionais. O comparecimento de todos os membros ativos é esperado. Reuniões de emergência podem ser evocadas a qualquer hora por qualquer membro ativo ou reserva. Todos os membros disponíveis deverão comparecer a reuniões de emergência.
Todas as reuniões serão digitalmente gravadas para os arquivos da LJA.

### Turnos no monitor
Cada membro ativo é requerido a fazer um rodízio de um serviço de observação do monitor do QG da Liga de 24 horas. Membros fundadores são isentos dos deveres do monitor, mas podem ser voluntários a entrar no rodízio. Se um membro escalado não puder estar disponível, deve de antemão contatar um substituto entre os membros ativos. Cada membro deve cumprir os turnos faltados.
O membro deve permanecer desperto em dois terços de seu turno. O membro no dever do monitor tem direito a um convidado, desde que este não interfira no serviço.

### Punição de criminosos
Todos os criminosos detidos pela LJA serão trazidos perante um corpo judicial e estarão sujeitos a isto, sejam eles terrestres, extraterrestres ou extradimensionais. Ações de agressão ou má conduta interestelares serão punidos de acordo com os mandatos duma reconhecida organização de policiamento interestelar apropriada. O tribunal em exercício, não a LJA, irá decidir o rigor da punição de um criminoso. Encarceramento será veiculado em instituições convencionais, exceto em casos onde o criminoso não pode ser detido pelas instalações existentes. Neste caso, a LJA tem liberdade a fim de prover uma forma de detenção sob revisão das Nações Unidas ou duma reconhecida organização de policiamento interestelar.

## Em outras mídias

### Live-action

#### Cinema
- Em 2007 George Miller assinou com a Warner para dirigir a primeira versão live-action de um filme da Liga da Justiça.[32] O projeto tinha como base usar elementos da série dos quadrinhos Projeto OMAC. Nomes como Armie Hammer e Adam Brody já estavam confirmados no elenco, mas o filme acabou cancelado e o projeto foi engavetado.
- Em 2014, a Warner anunciou um calendário com diversos filmes do Universo Estendido da DC, e a Liga da Justiça (e uma continuação) estava entre essas produções.[33] No filme Batman vs Superman: A Origem da Justiça, ha menções do futuro filme, onde são apresentados os heróis: Ciborgue, Aquaman e Flash. Foi confirmado que a equipe será formada por Superman, Batman, Mulher-Maravilha, Aquaman, Flash e Ciborgue. Liga da Justiça foi lançado em novembro de 2017.[34]

#### Televisão
- O praticamente desconhecido Legends of the Superheroes foi um especial em duas partes nos anos 70 que apresentou sua versão da Liga da Justiça, sendo a primeira como live-action. Adam West, Burt Ward e Frank Gorshin reviveram no especial seus personagens de Batman (série de TV) dos anos 60: Batman, Robin, e o Charada. Outros heróis do show eram Canário Negro, Capitão Marvel, Flash, Lanterna Verde (Hal Jordan), Eléktron, Hawkman, e A Caçadora. Os vilões eram Mordru, Mago do clima, Sinestro, Dr. Silvana, Solomon Grundy, Giganta e Tia Minerva.
- O piloto para uma referida série da Liga da Justiça (filme para TV) foi produzido em 1997, mas foi um fiasco.[35]

Este filme vez por outra é transmitido pelo SBT. Os personagens eram o Caçador de Marte, Guy Gardner, Fogo, Gelo, Flash, e Eléktron contra uma versão do Mago do Clima.
Isto representou a primeira aparição fora dos quadrinhos para a vasta maioria desses personagens
(exceção somente para Flash, e Eléktron, já tendo aparecido em outras mídias). O Guy Gardner deste filme possuía características de Hal Jordan e Kyle Rayner.
- No seriado Smallville, uma versão da Liga da Justiça é mostrada, formada por versões diferentes de Superman, Arqueiro Verde, Aquaman, Cyborg, Canário Negro, e Flash - Impulso por restrições da DC Comics. É digno de nota, porém, que a Liga da Justiça nos quadrinhos só foi formada quando seus membros já eram adultos.
- No ano de 2020, as séries do Arrowverso lançaram sua própria versão da Liga da Justiça, após o crossover Crise nas Infinitas Terras. São eles: Supergirl (Melissa Benoist), Batwoman (Ruby Rose), Canário Branco (Caity Lotz), Flash (Grant Gustin), Caçador de Marte (David Harewood), Raio Negro (Cress Williams) e Superman (Tyler Hoechlin). O grupo homenageia o Arqueiro Verde (Stephen Amell) na sede da equipe, que foi morto tentando salvar o universo durante o crossover, com uma cadeira vaga para sua memória no salão da justiça.

### Animações

#### Séries animadas
- A primeira vez que a Liga da justiça apareceu fora dos quadrinhos foi em 1967 no desenho animado da Filmation, Justice League of America, no segmento para o programa The Superman/Aquaman Hour of Adventure. Somente 3 episódios foram feitos. Chegou a ser exibido nos anos 80 no Brasil, no extinto programa de Sérgio Malandro.
- O desenho animado mais longo envolvendo uma versão da Liga foi Super Amigos, que teve um total de 5 temporadas de 1973 a 1986.
- Após a aparição duma versão futura da Liga num episódio de Batman do Futuro, a versão contemporânea começou com sua própria série em 2001, Liga da Justiça.

#### FilmesDC Universe Animated Original Movies
- Após o filme Superman: Doomsday iniciar uma nova linha de filmes animados, Justice League: The New Frontier foi lançado em 2008 e mostrava a "origem" da Liga da Justiça ao enfrentar a entidade chamada "Centro". Dois anos depois, em 2010, foi lançado Justice League: Crisis on Two Earths que mostrava os heróis viajando para outra dimensão para enfrentar o Sindicato do Crime da América. Em 2012, foi lançado Justice League: Doom que mostrava os heróis enfrentando a Legião do Mal, que era liderada por Vandal Savage. Ambas as formações tinham Superman, Batman, Mulher-Maravilha, Lanterna Verde, Flash e Caçador de Marte as mesmas da animação da Liga da Justiça, com aparições de Aquaman, Arqueiro Verde, Ciborgue e outros.
- Em Justice League: The Flashpoint Paradox, Barry Allen, o Flashvolta no tempo para salvar a mãe e isso acaba por causar uma guerra que acabaria com o planeta. Ao final do filme, ele volta no tempo e "concerta" as coisas, apenas para saber que muitas coisas mudaram, dando início a um novo universo.
- Após The Flashpoint Paradox, a Liga ganhou novas aventuras em animação, como Justice League: War lançado em 2014 mostrando os heróis se unindo para vencer Darkseid que queria destruir o planeta. Em 2015, foi lançado Justice League: Throne of Atlantis que seria uma história focada na origem no Aquaman. Em 2016, foi lançado Justice League vs. Teen Titans, focada nos Jovens Titãs que teriam que lutar contra os membros da Liga da Justiça após os mesmos serem possuídos por Trigon o pai de Ravena. Nesta versão, a equipe é formada por Superman, Batman, Mulher-Maravilha, Lanterna Verde, Flash com adições de Shazam, Ciborgue e Aquaman.
- A Liga da Justiça, aparece como coadjuvante na animação Justice League Dark onde uma ameaça sobrenatural se estende pela terra e somente heróis sobrenaturais podem detê-la. John Stewart e Gavião Negro fizeram aparições no filme. Após isso, Stewart foi confirmado como o novo lanterna dos filmes animados.